# Констанцское епископство

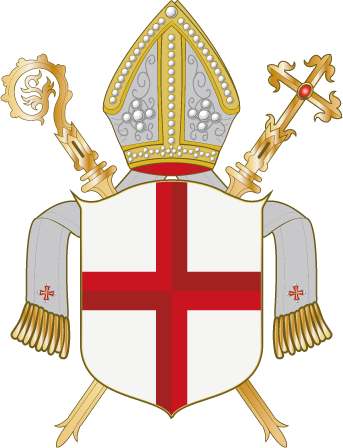
Герб епископства Констанц.

Епископство Констанц, Епископство Констанцское — духовная территория (епископство) в Священной Римской империи, существовавшая с примерно 585 года (VI века) и до своего упразднения в 1821 году (секуляризовано в 1803 году), с центром в городе Констанц на Боденском озере. 
Территория управлялась епископом, избираемым домским капитулом. Епископ Констанца, как и большинство влиятельных клириков был не только духовным, но также и светским властителем, определяемым в этом случае как князь-епископ. Небесными покровителями епархии, наряду с Девой Марией, были Конрад и Гебхард Констанцские, а также Пелагий Эмонский.
Относящиеся к современной Германии земли епископства находятся сегодня под управлением епископств Фрайбург и Роттенбург; земли, лежащие в современной Швейцарии, подчинены епископствам Кур и Базель.
Констанцское епископство было частью так называемого «поповского проулка» (нем. Pfaffengasse) то есть епископств, непрерывных полосой лежащих на левом берегу Рейна вплоть до архиепархии Кёльна, и составляло ядро исторического швабского герцогства.

## Географическое положение

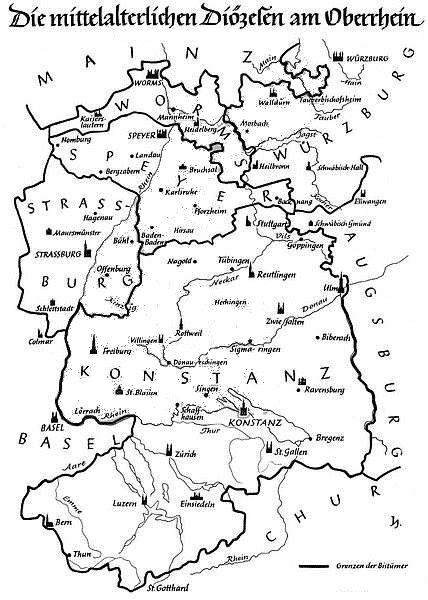
Карта епископства Констанц и граничащие с ним епархии.

В конце эпохи Салиев в XII веке епископство Констанц было одним из крупнейших на территории Германо-римской империи, занимая площадь порядка 36 000 м², и уступая в этом отношении лишь Пражскому и Зальцбургскому епископствам. В XV веке оно и вовсе было крупнейшей германской епархией с площадью в почти 45 000 м² (больше, чем современная Швейцария, или Баден-Вюртемберг) и с более чем 1 700 приходами. Констанцское епископство, принадлежавшее к церковной провинции Майнц, простиралось в основном от горного массива Готтард вплоть до верхнего течения Дуная, через верхнее к среднему течению Неккара и от Рейна вплоть до Иллера, охватывая собой области Брайсгау и Брегенцский лес (нем. Bregenzer Wald), а также территории современных центральной, северной и восточной Швейцарии к востоку от реки Ааре. С 1274 года епархия была разделена на 64 деканата и 10 архидеканатов: Шварцвальд, Швабский Альб, Альгой, Иллергау, Бургундия, Клеттгау, Брайсгау, Тургау, Цюрихгау и Ааргау. Так называемая «швейцарская четвёрка» епископства Констанц охватывала значительные части современной Швейцарии: большую часть кантона Ааргау, лежащие на правом берегу Ааре части кантонов Берн и Солотурн, кантоны Ури, Швиц, Обвальден и Нидвальден, и почти целиком кантоны Люцерн, Цуг, Гларус, Цюрих, Шаффхаузен, Тургау, Санкт-Галлен и оба полукантона Аппенцелль (Аппенцелль-Иннерроден и Аппенцелль-Ауссерроден), а также лежащий на правом берегу Рейна так называемый Малый Базель.

## История
Епископство было основано предположительно в 585 году для христианизации алеманнов путём перенесения епископской кафедры из Виндониссы (римский военный лагерь в современном городе Виндиш); и изначально входило в церковную провинцию Безансон, после 780/82 годов — в провинцию Майнц.
Епископская церковь в Констанце впервые письменно упомянута в VII веке, в 1054 году на её месте было начато строительство кафедрального собора Девы Марии (нем. Münster Unserer Lieben Frau).
Знаковой фигурой раннесредневековой истории епископства был, несомненно, Конрад Констанцский (ок. 900—975), прозванный «епископом алеманнов» и в XII веке провозглашённый святым.
С 1414 по 1418 годы Констанц был местом проведения важнейшего церковного собора, созванного по инициативе императора Сигизмунда и призванного завершить длительный период церковного раскола. Собор вошёл в историю не только тем, что Римский папа был впервые избран в регионе севернее Альп, но осуждением и казнью Яна Гуса.
Последовавшая в начале XVI века Реформация, в значительной степени затронувшая южную Германию, означала для епископства в первую очередь административный и финансовый кризис, так как переход приходов (в первую очередь в Швейцарии и в свободных имперских городах Швабии) к новому вероисповеданию означал выпадение большой части финансовых поступлений. В 1527 году Реформа была введена городским советом и в Констанце, в результате чего епископ Хуго фон Хоэнланденберг был вынужден перенести свою резиденцию в замок в Меерсбурге. В 1548 году Констанц был насильно рекатолизирован, и потерял статус свободного имперского города, оказавшись частью Передней Австрии; официальная резиденция епископства однако оставалась в Меерсбурге вплоть до упразднения епархии в 1821 году.
Общая либерализация эпохи Просвещения не обошла стороной и констанцское епископство, причём основные импульсы исходили, по-видимому, из Фрайбурга. В правление епископа Карла Теодора фон Дальберга, последнего констанцского князя-епископа, в духе иосифизма действовал прежде всего его генеральный викарий Игнац фон Вессенберг (1774—1860), в 1817 году избранный домским капитулом новым предстоятелем епархии. Папа Пий VII отказался подтвердить этот выбор, и, в конце концов, в булле Provida solersque от 16 августа 1821 года объявил епископство Констанц упразднённым.